# Station Płoskie Zamojskie
Station Płoskie Zamojskie is een spoorwegstation in de Poolse plaats Płoskie.